# Степенуване (математика)
Степенуване или повдигане на степен е математическа операция, която изразява умножение на равни множители. Обозначението на степенуването е съкратен запис на произведението на равни множители. 

## Математическо определение
Умножението на n на брой равни множителя a, където n е естествено число, се нарича повдигане на основа a на степен n или стeпенуване. Произведението се записва като an: 
{\displaystyle a^{n}=\underbrace {a\cdot a\cdot \ldots \cdot a} _{n},}
Изразът {\displaystyle \;5^{3}} се чете пет на трета (степен) или пет на степен три. Първите две степени, на втора и на трета, се наричат съответно още на квадрат и на куб. Така{\displaystyle \;5^{2}} може да се прочете като пет на квадрат. Числата, получени при повдигането на квадрат на цяло число, се наричат точни квадрати. 
Когато се работи с числа, обикновено се опростява: например 27 вместо{\displaystyle \;3^{3}}, но когато се работи с променливи, се използва {\displaystyle \;x^{6}} вместо {\displaystyle \;xxxxxx}.
Обратни действия на степенуването са коренуване и логаритмуване. При коренуването по известни резултат от степенуването и степенен показател (степен) се определя основата. При логаритмуването по известни резултат от степенуването и основа се определя степенният показател (степента).

Степенуване: {\displaystyle \;a^{n}=b,}

Коренуване: {\displaystyle \;{\sqrt[{n}]{b}}=a}

Логаритмуване: {\displaystyle \;\log _{a}(b)=n}

## Следствия
- Число, повдигнато на степен 1, си остава същото: {\displaystyle \;a^{1}=a}.
- Число, повдигнато на степен 0 е равно на 1: {\displaystyle \;a^{0}=1} при {\displaystyle \;a\neq 0} 
(при {\displaystyle \;a=0\;} изразът {\displaystyle \;0^{0}\;} е неопределеност [2]).
- Число, повдигнато на степен -1 е равно на реципрочното му: {\displaystyle \;a^{-1}={1 \over a}} при {\displaystyle \;a\neq 0}.
- Число, повдигнато на степен 1/n е равно на неговия n-ти корен: {\displaystyle \;a^{\frac {1}{n}}={\sqrt[{n}]{a}}}.
  - Число, повдигнато на степен 1/2 е равно на неговия квадратен корен: {\displaystyle \;a^{\frac {1}{2}}={\sqrt {a}}}.
  - Число, повдигнато на степен 1/3 е равно на неговия кубичен корен: {\displaystyle \;a^{\frac {1}{3}}={\sqrt[{3}]{a}}}.
- При повдигане на число, различно от 0, на произволна степен резултатът винаги е различен от 0.
- При повдигане на число на четна степен, резултатът винаги е положително число.

### Друго
- Сборът на всички степени на числото 2 плюс 1 е равен на следващата степен на 2: 1 + 20 + 21...+2n = 2n+1 (за всяко цяло число n≥0).

## Правила при степенуването
При степенуването може да се използват следните правила, за да се опростят математически изрази включващи степенуване.
За да се опрости израза, трябва да се замени с това, което той означава. На трета степен означава да се умножат три еднакви множителя, на четвърта – да се умножат четири еднакви множителя. Използвайки това, може да се разшири изразът и след това да се опрости:
{\displaystyle \;(x^{3})(x^{4})=(xxx)(xxxx)=xxxxxxx=x^{7}}
Следователно {\displaystyle \;x^{7}} е равно на {\displaystyle \;x^{(3+4)}}.

### Първо правило
Умножение на степенни изрази с равни основи може да се представи като основа със степенен показател равен на сумата от степенните показатели, както в израза:
{\displaystyle \;(x^{m})(x^{n})=x^{(m+n)}}
Нe може да се прилага това правило при изрази с различни основи. Например изразът {\displaystyle \;(x^{4})(y^{3})} не може да се опрости, защото {\displaystyle \;(x^{4})(y^{3})=xxxxyyy=(x^{4})(y^{3})} – и не е възможно комбинирането.

### Второ правило
Използвайки същата логика, може да се замести изразът {\displaystyle \;{(x^{2})}^{4}} с неговото значение – „на четвърта“ означава да се умножат четири равни множителя {\displaystyle \;x^{2}}.
{\displaystyle \;{(x^{2})}^{4}=(x^{2})(x^{2})(x^{2})(x^{2})=(xx)(xx)(xx)(xx)=xxxxxxxx=x^{8}}.

Отново резултатът {\displaystyle \;x^{8}} е равен на {\displaystyle \;x^{(2\times 4)}}
В това се заключава правилото, че степенен израз повдигнат на степен може да се замени с израз, при който основата е повдигната на степен, равна на произведението от стeпeнните показатели, както в израза
{\displaystyle \;{(x^{m})}^{n}=x^{(m\times n)}}.

### Трето правило
При степенуване на произведение в скоби (хy)3, то степента се прилага върху всеки множител от скобите:
{\displaystyle \;{(xy^{2})}^{3}=(xy^{2})(xy^{2})(xy^{2})=(xxx)(y^{2}y^{2}y^{2})=x^{3}y^{6}=(x)^{3}{(y^{2})}^{3}}.
И още един пример:
{\displaystyle \;\left({\frac {x}{y}}\right)^{2}={\frac {x^{2}}{y^{2}}}}.
Погрешно ще бъде прилагането на това правило, ако в скобите е записана сума или разлика, например:
{\displaystyle \quad (3+4)^{2}} не може да стане{\displaystyle \quad 3^{2}+4^{2}=9+16=25}, защото резултатът е грешен. Правилното изчисление е {\displaystyle \quad (3+4)^{2}=(7)^{2}=49}.
По-добре е да се запише според това, че „на квадрат“ означава сумата или разликата да се умножи веднъж сама по себе си, така че {\displaystyle \;{(x-2)}^{2}=(x-2)(x-2)=xx-2x-2x+4=x^{2}-4x+4}. Това е част от т.нар. формули за съкратено умножение.

## Отрицателни степенни показатели
Отрицателният степенен показател показва, че основата е сложена от другата страна на дробната черта и за да стане с положителна стойност, изразът трябва да се премести от другата страна. Например в израза {\displaystyle \;x^{-2}} (хикс на минус втора) x е поставен в числителя {\displaystyle \;{\frac {x^{-2}}{1}}} вместо в знаменателя, което е равно на {\displaystyle \;{\frac {1}{(x)^{2}}}}.
Още няколко примера, превръщащи отрицателната степен в положително число:
{\displaystyle \;x^{-4}={\frac {1x^{-4}}{1}}={\frac {1}{x^{4}}}}

{\displaystyle \;{\frac {x^{2}}{x^{-3}}}={\frac {1x^{2}}{1x^{-3}}}={\frac {1x^{2}x^{3}}{1}}=x^{5}}
{\displaystyle \;2x^{-1}={\frac {2x^{-1}}{1}}={\frac {2}{x^{1}}}={\frac {2}{x}}}

Забележително е, че множителят 2 не се мести заедно с променливата x, защото само тя е на степен –1.
{\displaystyle \;(3x)^{-2}={\frac {(3x)^{-2}}{1}}={\frac {1}{(3x)^{2}}}={\frac {1}{9x^{2}}}}
За разлика от предния пример, тук скобите показват, че отрицателната степен трябва да се приложи и върху числото 3 в скобите, както и върху променливата.
{\displaystyle \;{\left({\frac {x^{-2}}{y^{-3}}}\right)}^{-2}={\frac {(x^{-2})^{-2}}{(y^{-3})^{-2}}}={\frac {(y^{-3})^{2}}{(x^{-2})^{2}}}={\frac {y^{-6}}{x^{-4}}}={\frac {x^{4}}{y^{6}}}}
Същото може да се реши и така:
{\displaystyle \;{\left({\frac {x^{-2}}{y^{-3}}}\right)}^{-2}={\frac {(x^{-2})^{-2}}{(y^{-3})^{-2}}}={\frac {x^{4}}{y^{6}}}}
Тъй като степените означават умножение, а при умножение редът на множителите е без значение, често има повече от един начин за валидно опростяване на даден израз. Начинът е без значение стига стъпките да са правилни и да водят до един и същи отговор.

## Дробни (рационални) степени
Дробно число, използвано за степенен показател се ползва и при обратното действие на степенуване – коренуване, като числителят е степенният показател, а знаменателят е коренът, например:
{\displaystyle \;7^{\frac {2}{3}}={\sqrt[{3}]{7^{2}}}=({\sqrt[{3}]{7}})^{2}}
Еднаквите стойности на корен и степенен показател се анулират взаимно и резултатът не се променя. Например:
{\displaystyle \;{\sqrt[{3}]{2^{3}}}=2}
{\displaystyle \;{\sqrt[{4}]{3^{4}}}=3}
Освен тази има и още една зависимост (която между другото прави изчисления подобни на горното много по-лесни): корен квадратен или корен втори от дадено число може да се представи като степенуване с реципрочна стойност.
{\displaystyle \;{\sqrt {2}}=2^{\frac {1}{2}}}

или
{\displaystyle \;{\sqrt {4}}=4^{\frac {1}{2}}=2}
Съответно корен 3 и 4 и т.н. стават:
{\displaystyle \;{\sqrt[{3}]{8}}=8^{\frac {1}{3}}=2}
{\displaystyle \;{\sqrt[{4}]{81}}=81^{\frac {1}{4}}=3}
Така горните примери може да се запишат по следния начин:
{\displaystyle \;{\sqrt[{3}]{2^{3}}}={(2^{3})}^{\frac {1}{3}}={(2^{\frac {3}{1}})^{\frac {1}{3}}}=2^{{\frac {3}{1}}\times {\frac {1}{3}}}=2^{1}=2}
{\displaystyle \;{\sqrt[{4}]{(3)^{4}}}=(3^{4})^{\frac {1}{4}}=(3^{\frac {4}{1}})^{\frac {1}{4}}=3^{{\frac {4}{1}}\times {\frac {1}{4}}}=3^{1}=3}
Ако се използва калкулатор, дробният степенен показател трябва да се сложи в скоби, напр. {\displaystyle \;15^{\frac {4}{5}}} трябва да стане {\displaystyle \;15^{(4/5)}}, защото иначе калкулаторът ще приеме, че е въведено {\displaystyle \;(15^{4})\div 5}.
Дробните степени позволяват по-голяма гъвкавост (което може да се види при много изчисления) и е по-лесно да се запише отколкото еквивалентния формат, като позволява изчисления, които иначе са невъзможни. Например:
{\displaystyle \;({\sqrt[{10}]{25}})^{5}=(25^{\frac {1}{10}})^{5}=25^{{\frac {1}{10}}\times {\frac {5}{1}}}=25^{\frac {1}{2}}={\sqrt {25}}=5}
Някои степени под формата на десетична дроб, могат да се пренапишат така, че да станат обикновена дроб:
{\displaystyle \;3^{5,5}=3^{\frac {11}{2}}}
Като цяло обаче при десетичната степенна дроб (нещо различно от обикновена дроб или цяло число), трябва да го оставим така както е или ако е необходимо да се изчисли с калкулатор. Например 3π, където π е приблизително равно на 3,14159, не може да бъде опростено.